# Route 245 (Nouvelle-Écosse)
Pour les articles homonymes, voir Route 245.
La route 245 est une route secondaire de la Nouvelle-Écosse d'orientation ouest-est principalement située dans le nord de la province, au nord-ouest de la Route Transcanadienne (route 104) et d'Antigonish. Elle suit les rives du golfe du Saint-Laurent sur la majorité de son parcours. Elle est une route faiblement empruntée, et relie la Route Transcanadienne au Cap George. De plus, elle mesure 65 kilomètres, et est une route asphaltée sur l'entièreté de son tracé.

## Tracé
La route 245 débute à Sutherlands River, à la sortie 27 de la route 104, la Route Transcanadienne. Elle est nommée Shore Road en se dirigeant vers le nord-est, suivant à rive du golfe du Saint-Laurent. Elle traverse notamment Merigomish, Egerton et Knoydart dans cette section. Elle croise ensuite la route 337 à Malignant Cove, où elle bifurque vers le sud pour rejoindre Antigonish 20 kilomètres au sud. Elle se termine à sa jonction avec la route 4, la rue principale des villes.

## Intersections principales
| Route 245          |                   |    |                                                                                |                                                 |
| Comté              | Location          | km | Intersection/Destinations                                                      | Notes                                           |
| Comté de Pictou    | Sutherlands River | 0  | R-104 (Route Transcanadienne), New Glasgow, Truro, Antigonish, Port Hawkesbury | extrémité ouest de la 245; sortie* 27 de la 104 |
| Comté d'Antigonish | Malignant River   | 43 | R-337 est, Cape George, Morristown                                             |                                                 |
| Comté d'Antigonish | Antigonish        | 65 | R-4 (Main St.), Antigonish centre-ville                                        | extrémité sud de la 245                         |
| *: intersection    |                   |    |                                                                                |                                                 |

## Communautés traversées
1. Sutherlands River
2. Egerton
3. Merigomish
4. Brownsville
5. Lower Barneys River
6. Ponds
7. Lismore
8. Knoydart
9. McArras Brook
10. Arisaig
11. Doctors Brook
12. Malignant Cove
13. Maryvale
14. North Grant
15. Sylvan Valley
16. Antigonish